# Corpus Christi (pel·lícula)

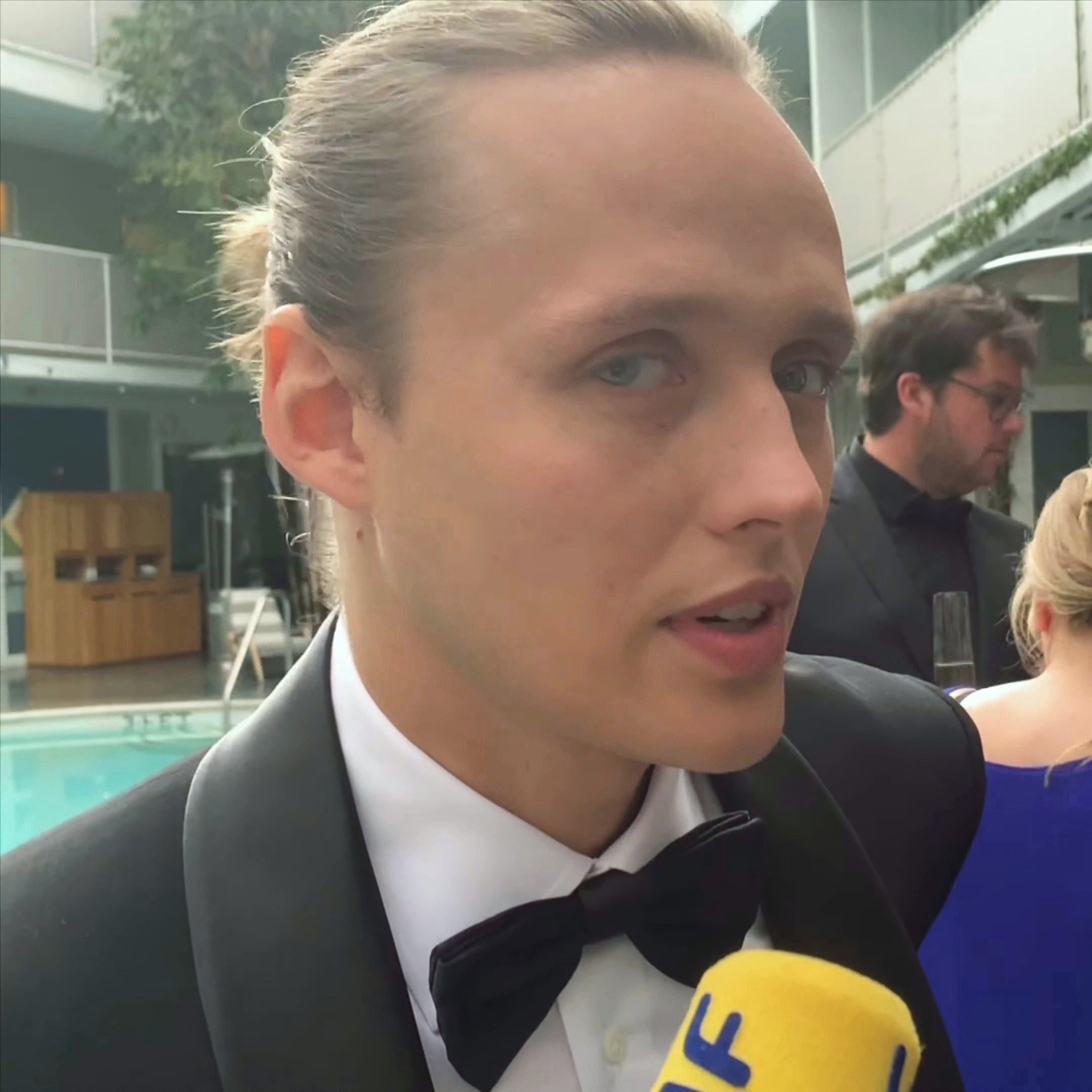
Fotografia de l'actor principal, Bartosz Bielenia.

Corpus Christi (títol original en polonès, Boże Ciało) és una pel·lícula polonesa de gènere dramàtic dirigida per Jan Komasa i estrenada a la 76a Mostra Internacional de Cinema de Venècia, on va guanyar el Premi Europa Cinemas Label i el Premi a la Inclusió Edipo Re. Va ser exhibida també al Festival de Cinema de Toronto de 2019. Va ser la pel·lícula polonesa triada per representar a aquest país en la categoria de Millor pel·lícula internacional als Premis Oscar. S'ha doblat i subtitulat al català.

## Argument
Daniel té un despertar espiritual mentre es troba complint condemna en un centre de detenció de joves per homicidi, però el seu passat criminal li impedeix fer-se sacerdot un cop surt de la presó. Per casualitat, és confós amb un sacerdot i, conseqüentment, comença a exercir com a tal en una parròquia rural administrant sagraments. Basada en fets reals.

## Repartiment
- Bartosz Bielenia com Daniel.
- Aleksandra Konieczna com Lidia la sagristana.
- Eliza Rycembel com Marta.
- Leszek Lichota com l'Alcalde.
- Łukasz Simlat com el pare Tomasz.
- Tomasz Zietek com Pinczer.
- Barbara Kurzaj com la Viuda.

## Premis
La pel·lícula ha estat premiada en diferents festivals de cinema europeus. A més, Bartosz Bielenia va guanyar el premi a millor actor al Festival Internacional de Cinema de Chicago i al Festival Internacional de Cinema d'Estocolm, i un Shooting Stars Award a la major promesa emergent de cinema europeu.